# Calvanico
Calvanico (Cravànichë in campano) è un comune italiano di 1 392 abitanti della provincia di Salerno in Campania.

## Geografia fisica

### Territorio
L'abitato di Calvanico è circondato da montagne su quasi tutti i lati. La vetta più alta è il monte Mai (1 607 metri), gli altri monti sono il Pizzo San Michele, il Toppo dell'Uovo, i monti Tre Cappelle, il monte Serrapiana e le Serre del Torrione; a sud vi sono il monte Monna, il monte Marano, il Mon Vosco, il monte Polignano e la Nevea. Il territorio di Calvanico comprende boschi misti di latifoglie e castagneti. Il Faggio domina la scena su vaste porzioni del territorio Calvanicese, nelle valli dei monti Mai forma vaste faggete ed è presente anche sulle colline a sud del paese, in prossimità  della sorgente denominata acqua dei Faggi e sui freschi promontori della Nevea (ben esposti a Nord). La quercia domina la scena sui ripidi pendii del monte Serrapiana, insieme al Leccio che ammanta tutti dirupi rivolti a Sud e ben esposti ai venti marini. L'esposizione del territorio sia ai venti marittimi che a quelli più freddi appenninici è favorevole per la coltivazione di castagne e nocciole.
Le castagne di Calvanico appartengono alla qualità IGP di Serino, con caratteristiche organolettiche uniche. Le nocciole di Calvanico appartengono alla famiglia della nocciola tonda di Giffoni, famosa a livello internazionale. La tonda di Giffoni cresce lungo la fascia collinare tra la vicina Giffoni e Calvanico.
Gli uliveti a Calvanico sono pochi e sono presenti solo sui pendii ben aperti verso il mare e con esposizione a sud. Il territorio è inoltre ricco di sorgenti d'acqua.

### Clima
Il clima è quello tipico dell' alta collina interna esposta al versante Tirrenico dell'Italia centro-meridionale, caratterizzato da inverni piuttosto freddi e piovosi ed estati miti, con il clima estivo influenzato dalla brezza di monte detta " calata di San Michele " che mitiga le temperature estive. In Inverno le temperature possono calare bruscamente e scendere sotto lo zero in concomitanza dell'arrivo dei venti di Maestrale- Grecale e Tramontana.
L'estate è la stagione meno piovosa. Le stagioni intermedie e l'Inverno sono parecchio piovose. I venti di libeccio-ponente e scirocco si caricano di umidità sui golfi di Napoli e di Salerno scaricando ingenti precipitazioni a ridosso del Pizzo San Michele e monti Mai, dove si raggiungono cumulate di pioggia annua superiori ai 2000mm. In autunno, non di rado, i venti di libeccio-ostro che risalgono dal golfo di Salerno possono causare fenomeni piovosi molto intensi (superiori ai 200mm giornalieri). L'inverno è molto piovoso, frequenti sono anche le nevicate innescate dall' effetto stau generato dai monti Picentini. In concomitanza di irruzioni fredde Balcaniche bufere di neve possono investire la pedemontana di Calvanico, causando ingenti accumuli sui monti Mai e arrivando fino in paese, accompagnate da forti venti di Tramontana. 

## Storia
Calvanico nacque già nella Preistoria.
Negli anni si evolve, e diventerà un vero e proprio feudo, verranno costruite molte chiese, palazzi e ville.
Nel Medioevo secondo una leggenda sarebbe apparso sul Pizzo San Michele l'omonimo arcangelo, e venne eretta una chiesa in suo onore. Nel 1600 venne costruita una statua dedicata all'arcangelo, fatta interamente d'argento. Nel '700 vennero demolite alcune chiese, per fare spazio ad altre parrocchie. Nel 1973 vennero trovati degli scheletri nella congrega della chiesa del Salvatore, appartenenti alla prima metà del '700.
Il territorio comunale fu gravemente danneggiato dal terremoto del 1980.

### Simboli
Lo stemma e il gonfalone del comune di Calvanico sono stati concessi con decreto del presidente della Repubblica del 10 febbraio 2015.
Il gonfalone è un drappo partito di giallo e di rosso.

## Monumenti e luoghi d'interesse

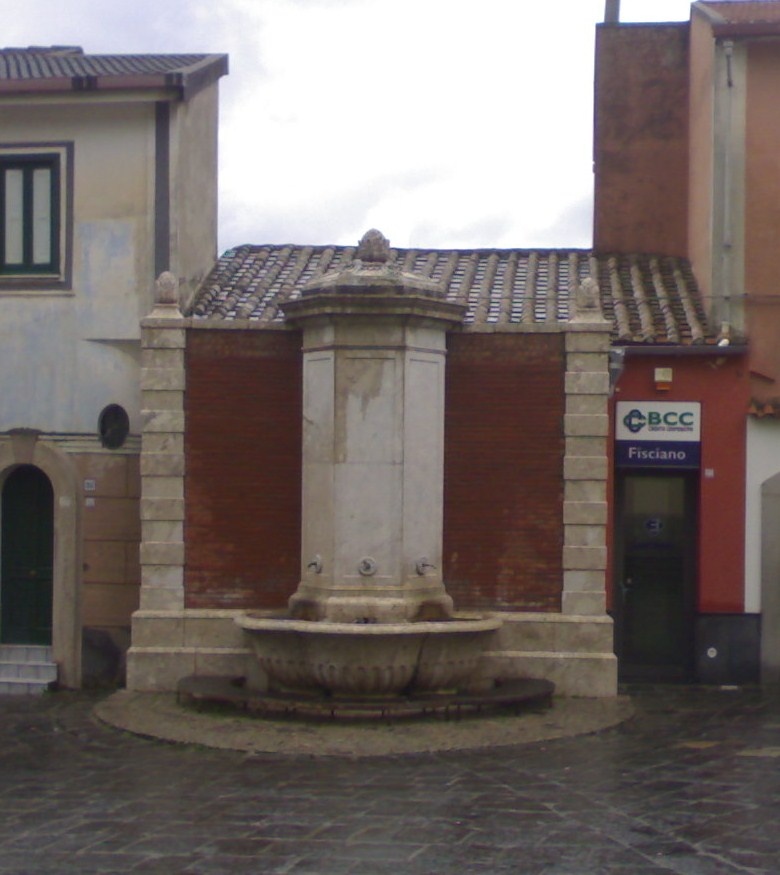
Fontana di piazza Conforti

### Aree naturali
L'area naturalistica "Frassineto" si estende su una superficie di 81,25 ettari, è ricoperta interamente da bosco ceduo avviato ad alto fusto, deve la sua denominazione al frassino, largamente presente. Essa è ubicata per la maggior parte nel territorio di Calvanico (circa (77,1 ettari) e per la restante parte nel territorio di Fisciano (circa 4,15 ettari).  È percorsa da quattro sentieri.

## Società

### Evoluzione demografica
Abitanti censiti

### Religione
La maggioranza della popolazione è di religione cristiana di rito cattolico; il comune appartiene all'arcidiocesi di Salerno-Campagna-Acerno.

## Infrastrutture e trasporti

### Strade
- Strada Provinciale 24/a Ponte don Melillo-Fisciano-Calvanico-bivio Gaiano.
- Strada Provinciale 119 Innesto SP 24-Mezzina di Calvanico.
- Strada Provinciale 187 Innesto SP 24-Piè di Calvanico (piazza comunale)-Innesto SP 119-Mezzina di Calvanico.

## Amministrazione

### Gemellaggi
- Gresse-en-Vercors, dal 2003

### Sindaci
| Periodo          | Periodo          | Primo cittadino        | Partito                                       | Carica                    | Note |
| ---------------- | ---------------- | ---------------------- | --------------------------------------------- | ------------------------- | ---- |
| 20 novembre 1994 | 11 giugno 1998   | Michele Rega           | UdC                                           | Sindaco                   |      |
| 11 giugno 1998   | 29 novembre 1998 | Raffaella De Asmundis  | -                                             | Commissario straordinario |      |
| 29 novembre 1998 | 25 maggio 2003   | Antonio Conforti (1)   | lista civica Calvanico 2000 (centro-sinistra) | Sindaco                   |      |
| 25 maggio 2003   | 13 aprile 2008   | Antonio Conforti (2)   | lista civica Calvanico 2000                   | Sindaco                   |      |
| 13 aprile 2008   | 26 maggio 2013   | Francesco Gismondi (1) | lista civica Calvanico 2000                   | Sindaco                   |      |
| 26 maggio 2013   | 10 giugno 2018   | Francesco Gismondi (2) | lista civica Calvanico 2000                   | Sindaco                   |      |
| 10 giugno 2018   | 15 maggio 2023   | Francesco Gismondi (3) | lista civica Calvanico 2000                   | Sindaco                   |      |
| 15 maggio 2023   | in carica        | Antonio Conforti (3)   | lista civica Calvanico 2000                   | Sindaco                   |      |

### Altre informazioni amministrative
Il comune fa parte della Comunità montana Irno - Solofrana e dell'Unione dei Comuni Valle dell'Orco.